# Liste der Deutschen Meister im Speedway
Die Liste der Deutschen Meister im Speedway führt alle Einzel-Meister im Speedway in der Bundesrepublik Deutschland und der DDR auf. Die deutsche Meisterschaft ist der bedeutendste Wettbewerb für deutsche Speedwayfahrer. Die Finals finden an einem jährlich wechselnden Ort statt, wobei meist Städte ausgewählt werden, in denen der Bahnsport eine größere Bekanntheit hat, wie z. B. in Halbemond bei Norden im Motodrom Halbemond oder im Paul-Greifzu-Stadion in Stralsund. Vor dem Finale gibt es mehrere Qualifikationsrunden, die die Fahrer überstehen müssen, um in das Finale einzuziehen. Insgesamt nehmen 17 Fahrer am Finale teil. Der Titelverteidiger ist bereits für das Finale gesetzt.
Die erste Meisterschaft wurde 1962 in der DDR durchgeführt. 1979 folgte dann die erste Meisterschaft in der Bundesrepublik.
1991 und 2004 wurde die Meisterschaft im Grand-Prix-System durchgeführt, wobei, ähnlich der Weltmeisterschaft, an verschiedenen Orten Rennen, sogenannte Grand-Prix, durchgeführt werden und die Fahrer für ihre jeweiligen Platzierungen Punkte bekommen, die addiert werden um den Meister zu ermitteln.
Zudem wurden die deutschen Meisterschaften von 1991 bis 2001 als Internationale deutsche Meisterschaften ausgetragen, bei denen auch nicht-deutsche Fahrer teilnehmen durften.
Es existiert auch eine deutsche Junioren-Meisterschaft, bei denen nur Fahrer unter 21 Jahren startberechtigt sind. Die Mannschaftsmeistertitel werden über die Bundesliga vergeben.

## Deutsche Meister
| Jahr | Austragungsort       | Deutscher Meister    | Zweiter              | Dritter              |
| ---- | -------------------- | -------------------- | -------------------- | -------------------- |
| 1979 | Olching              | Egon Müller          | Georg Hack           | Christian Brandt     |
| 1980 | Norden/Halbemond     | Georg Gilgenreiner   | Egon Müller          | Josef Aigner         |
| 1981 | Pocking              | Egon Müller          | Karl Maier           | Georg Hack           |
| 1982 | Bremen               | Josef Aigner         | Egon Müller          | Georg Hack           |
| 1983 | Landshut             | Egon Müller          | Karl Maier           | Stefan Deser         |
| 1984 | Diedenbergen         | Egon Müller          | Klaus Lausch         | Karl Maier           |
| 1985 | Landshut             | Egon Müller          | Klaus Lausch         | Gerd Riss            |
| 1986 | Neuenknick           | Gerd Riss            | Klaus Lausch         | Karl Maier           |
| 1987 | Pocking              | Tom Dunker           | Gerd Riss            | Karl Maier           |
| 1988 | Brokstedt            | Klaus Lausch         | Tom Dunker           | Karl Maier           |
| 1989 | Norden/Halbemond     | Klaus Lausch         | Andre Pollehn        | Tom Dunker           |
| 1990 | Neustadt             | Klaus Lausch         | Tom Dunker           | Andre Pollehn        |
| 1991 | 1 2                  | Zoltan Adorjan 3     | Gerd Riss            | Klaus Lausch         |
| 1992 | Norden/Halbemond 2   | Gerd Riss            | Robert Barth         | Jörg Pingel          |
| 1993 | Neubrandenburg 2     | Marvyn Cox 4         | Gerd Riss            | Mike Ott             |
| 1994 | Ludwigslust 2        | Gerd Riss            | Marvyn Cox           | Mike Ott             |
| 1995 | Meißen 2             | Marvyn Cox           | Gerd Riss            | Robert Barth         |
| 1996 | Stralsund 2          | Gerd Riss            | Robert Barth         | Robert Kessler       |
| 1997 | Brokstedt 2          | Todd Wiltshire 5     | Matthias Kröger      | Robert Kessler       |
| 1998 | Güstrow 2            | Todd Wiltshire       | Stefan Mell          | Aleš Dryml 6         |
| 1999 | Olching 2            | Mirko Wolter         | Gerd Riss            | Robert Barth         |
| 2000 | Brokstedt 2          | Robert Barth         | Matthias Kröger      | Lukáš Dryml 6        |
| 2001 | Stralsund 2          | Robert Barth         | Aleš Dryml           | Mirko Wolter         |
| 2002 | Norden/Halbemond     | Mirko Wolter         | Robert Kessler       | Martin Smolinski     |
| 2003 | Landshut             | Mathias Schultz      | Matthias Kröger      | Christian Hefenbrock |
| 2004 | 1                    | Mirko Wolter         | Mathias Schultz      | Christian Hefenbrock |
| 2005 | Brokstedt            | Mathias Schultz      | Christian Hefenbrock | Jörg Pingel          |
| 2006 | Herxheim             | Christian Hefenbrock | Tobias Kroner        | Thomas Stange        |
| 2007 | Stralsund            | Martin Smolinski     | Mathias Schultz      | Tobias Kroner        |
| 2008 | Diedenbergen         | Kevin Wölbert        | Martin Smolinski     | Richard Speiser      |
| 2009 | Landshut             | Martin Smolinski     | Christian Hefenbrock | Frank Facher         |
| 2010 | Brokstedt            | Martin Smolinski     | Tobias Kroner        | Tobias Busch         |
| 2011 | Güstrow              | Kevin Wölbert        | Kai Huckenbeck       | Martin Smolinski     |
| 2012 | Teterow              | Tobias Kroner        | Christian Hefenbrock | Kevin Wölbert        |
| 2013 | Berghaupten          | Kai Huckenbeck       | Mathias Schultz      | Martin Smolinski     |
| 2014 | Brokstedt            | Kai Huckenbeck       | Martin Smolinski     | Tobias Kroner        |
| 2015 | Brokstedt            | Martin Smolinski     | Kevin Wölbert        | Tobias Busch         |
| 2016 | Stralsund            | Martin Smolinski     | Kevin Wölbert        | Matze Schulz         |
| 2017 | Olching              | Kevin Wölbert        | Kai Huckenbeck       | Tobias Busch         |
| 2018 | Güstrow              | Martin Smolinski     | Kai Huckenbeck       | Erik Riss            |
| 2019 | Abensberg            | Martin Smolinski     | Erik Riss            | Kevin Wölbert        |
| 2020 | kein Rennen (Corona) | -                    | -                    | -                    |
| 2021 | Stralsund            | Martin Smolinski     | Kai Huckenbeck       | Norrick Blödorn      |
| 2022 | Herxheim             | Norrick Blödorn      | Kevin Wölbert        | René Deddens         |
| 2023 | Güstrow              | Kevin Wölbert        | Valentin Grobauer    | Marius Hillebrand    |
| 2024 | Pocking              | Erik Riss            | Kevin Wölbert        | Patrick Hyjek        |

## DDR-Meister
| Jahr | Meister           | Zweiter            | Dritter            |
| ---- | ----------------- | ------------------ | ------------------ |
| 1962 | Jürgen Hehlert    | Günter Schelenz    | Wolfgang Krug      |
| 1963 | Jochen Dinse      | Günter Schelenz    | Jürgen Rudolph     |
| 1964 | Jochen Dinse      | Günter Schelenz    | Hans-Jürgen Fritz  |
| 1965 | Jochen Dinse      | Hans-Jürgen Fritz  | Jürgen Hehlert     |
| 1966 | Jürgen Hehlert    | Bruno Bulau        | Günter Schelenz    |
| 1967 | Jochen Dinse      | Peter Liebing      | Jürgen Hehlert     |
| 1968 | Jochen Dinse      | Gerhard Uhlenbrock | Jürgen Hehlert     |
| 1969 | Peter Liebing     | Jochen Dinse       | Gerhard Uhlenbrock |
| 1970 | Hans-Jürgen Fritz | Jürgen Hehlert     | Peter Liebing      |
| 1971 | Hans-Jürgen Fritz | Jürgen Hehlert     | Jochen Dinse       |
| 1972 | Hans-Jürgen Fritz | Clemens Bever      | Dieter Tetzlaff    |
| 1973 | Jochen Dinse      | Clemens Bever      | Peter Liebing      |
| 1974 | Dieter Tetzlaff   | Hans-Jürgen Fritz  | Wilfried Schneider |
| 1975 | Clemens Bever     | Dieter Tetzlaff    | Rolf Perner        |
| 1976 | Dieter Tetzlaff   | Clemens Bever      | Jochen Dinse       |
| 1977 | Hartmut Ernst     | Clemens Bever      | Dieter Tetzlaff    |
| 1978 | Dieter Tetzlaff   | Werner Mell        | Jochen Mell        |
| 1979 | Dieter Tetzlaff   | Dietmar Lieschke   | Clemens Bever      |
| 1980 | Dieter Tetzlaff   | Diethelm Triemer   | Dietmar Lieschke   |
| 1981 | Diethelm Triemer  | Clemens Bever      | Dieter Tetzlaff    |
| 1982 | Diethelm Triemer  | Werner Mell        | Dietmar Lieschke   |
| 1983 | Diethelm Triemer  | Jürgen Schumann    | Thomas Fröbel      |
| 1984 | Diethelm Triemer  | Norbert Gümmer     | Thomas Fröbel      |
| 1985 | Diethelm Triemer  | Ralf Peters        | Herbert Mussehl    |
| 1986 | Diethelm Triemer  | Jochen Mell        | Ralf Peters        |
| 1987 | Diethelm Triemer  | Herbert Mussehl    | Ralf Peters        |
| 1988 | Herbert Mussehl   | Thomas Fröbel      | Diethelm Triemer   |
| 1989 | Jochen Mell       | Mike Ott           | Ralf Peters        |
| 1990 | Mike Ott          | Thomas Diehr       | Thomas Hopp        |

## Statistik
Der einzige, der sowohl bei der Deutschen, als auch bei der DDR-Meisterschaft eine Medaillen holen konnte, ist Mike Ott, der 1990 DDR-Meister wurde und zweimal Dritter der Deutschen Meisterschaft werden konnte.

### Deutsche Meisterschaft
Hier werden alle Fahrer aufgeführt, die bei den deutschen Meisterschaften mindestens einen Titel gewonnen haben.
- Position: gibt die Position in der ewigen Rangliste an, sortiert nach der Anzahl der gewonnenen Meistertitel an. Bei gleicher Anzahl an Titeln entscheidet die Anzahl der Vizemeisterschaften. Sind auch diese gleich entscheidet die Anzahl der dritten Plätze.
- Name: Name des Fahrers
- Erster: Anzahl der Meistertitel
- Zweiter: Anzahl der zweiten Plätze
- Dritter: Anzahl der dritten Plätze
- Gesamt: Anzahl der Podestplatzierungen

| Position | Name                 | Erster | Zweiter | Dritter | Gesamt |
| -------- | -------------------- | ------ | ------- | ------- | ------ |
| 1.       | Martin Smolinski     | 8      | 2       | 3       | 13     |
| 2.       | Egon Müller          | 5      | 2       | 0       | 7      |
| 3.       | Gerd Riss            | 4      | 5       | 1       | 10     |
| 4.       | Klaus Lausch         | 3      | 3       | 1       | 7      |
| 5.       | Kevin Wölbert        | 3      | 2       | 2       | 7      |
| 6.       | Mirko Wolter         | 3      | 0       | 1       | 4      |
| 7.       | Kai Huckenbeck       | 2      | 4       |         | 6      |
| 8.       | Robert Barth         | 2      | 2       | 2       | 6      |
| 9.       | Mathias Schultz      | 2      | 2       | 0       | 4      |
| 10.      | Marvyn Cox           | 2      | 1       | 0       | 3      |
| 11.      | Todd Wiltshire       | 2      | 0       | 0       | 2      |
| 13.      | Tom Dunker           | 1      | 2       | 1       | 4      |
| 12.      | Christian Hefenbrock | 1      | 3       | 2       | 6      |
| 14.      | Josef Aigner         | 1      | 0       | 1       | 2      |
| 15.      | Georg Gilgenreiner   | 1      | 0       | 0       | 1      |
| 16.      | Zoltan Adorjan       | 1      | 0       | 0       | 1      |

### DDR-Meisterschaft
Hier werden alle Fahrer aufgeführt, die bei den DDR-Meisterschaften mindestens einen Titel gewonnen haben.
- Position: gibt die Position in der ewigen Rangliste an, sortiert nach der Anzahl der gewonnenen Meistertitel an. Bei gleicher Anzahl an Meistertiteln entscheidet die Anzahl der Vizemeisterschaften. Sind auch diese gleich entscheidet die Anzahl der dritten Plätze.
- Name: Name des Fahrers
- Erster: Anzahl der Meistertitel
- Zweiter: Anzahl der zweiten Plätze
- Dritter: Anzahl der dritten Plätze
- Gesamt: Anzahl der Podestplatzierungen

| Position | Name              | Erster | Zweiter | Dritter | Gesamt |
| -------- | ----------------- | ------ | ------- | ------- | ------ |
| 1.       | Diethelm Triemer  | 7      | 1       | 1       | 9      |
| 2.       | Jochen Dinse      | 6      | 1       | 2       | 9      |
| 3.       | Dieter Tetzlaff   | 5      | 1       | 3       | 9      |
| 4.       | Hans-Jürgen Fritz | 3      | 2       | 1       | 6      |
| 5.       | Jürgen Hehlert    | 2      | 2       | 3       | 7      |
| 6.       | Clemens Bever     | 1      | 5       | 1       | 7      |
| 8.       | Herbert Mussehl   | 1      | 1       | 1       | 3      |
| 7.       | Peter Liebing     | 1      | 1       | 2       | 4      |
| 8.       | Jochen Mell       | 1      | 1       | 1       | 3      |
| 10.      | Mike Ott          | 1      | 1       | 0       | 2      |
| 11.      | Hartmut Ernst     | 1      | 0       | 0       | 1      |